# Dichotomyctere
Dichotomyctere là một chi cá nóc tương đối nhỏ thuộc họ Tetraodontidae, bộ Tetraodontiformes, các loài trong chi này được tìm thấy ở cả vùng nước ngọt và nước lợ ở Nam Á và Đông Nam Á. Các loài trong chi thường được bao gồm trong chi Tetraodon cho đến năm 2013. Loài lớn nhất chi Dichotomyctere dài đến 17 cm (6,7 in).

## Các loài
Chi này có các loài sau:
- Dichotomyctere erythrotaenia (Bleeker, 1853)
- Dichotomyctere fluviatilis (F. Hamilton, 1822)
- Dichotomyctere kretamensis (Inger, 1953)
- Dichotomyctere nigroviridis (Marion de Procé, 1822)
- Dichotomyctere ocellatus (Steindachner, 1870)
- Dichotomyctere sabahensis (Dekkers, 1975)